# Sembrar el petróleo
Sembrar el petróleo fue un artículo publicado el 14 de julio de 1936 por el intelectual venezolano Arturo Uslar Pietri en el diario Ahora. En el artículo el escritor habla sobre la dependencia de Venezuela del petróleo y sobre la necesidad de evitarla. Actualmente la idea es una de las frases mejor conocidas sobre el ámbito petrolero en Venezuela

## Artículo
El 14 de julio de 1936  Arturo Uslar Pietri publicó  el artículo «Sembrar el petróleo» en el diario Ahora. En le artículo exponía la creciente dependencia de Venezuela del petróleo y propuso que había que salir de ese esquema. Uslar Pietri declaró que había que utilizar el petróleo no para pagar más importaciones, sino para buscar nuevas fuentes de ingreso para el país y crear fuentes de producción que contribuyesen a un desarrollo sostenido.
El escritor continuó difundiendo la idea de «sembrar el petróleo» como fuente de ingreso de Venezuela en numerosas ocasiones, exponiendo sus argumentos sobre la utilización racional del recuerdo.